# Дубно
Дубно (укр. Дубно) град је Украјини у Ривањској области. Према процени из 2012. у граду је живело 38.011 становника.

## Становништво
Према процени, у граду је 2012. живело 38.011 становника.
| 1979.  | 1989.  | 2001.  | 2012.  |
| ------ | ------ | ------ | ------ |
| 34.687 | 40.806 | 39.146 | 38.011 |

## Градови побратими
- Гижицко
- Соколов Подласки